# Музей изобразительных искусств Сан-Франциско
Музей изобразительных искусств Сан-Франциско (англ. Fine Arts Museums of San Francisco; сокр. FAMSF) — музей в Сан-Франциско, Калифорния, США.
Музейный комплекс включает M. H. de Young Memorial Museum в парке «Золотые ворота» и Legion of Honor в Линкольн-Парке, являясь крупнейшим культурным институтом в Сан-Франциско и одним из крупнейших художественных музеев в Калифорнии.
Коллекция музея состоит из шести разделов, в которых имеется 150000 объектов, 90 % которых оцифрованы. В 2012 году музей посетило около 1,6 млн человек. В 2012 году Музей изобразительных искусств Сан-Франциско и французский музей Лувр подписали соглашение, которое предусматривает совместные выставки и обмен произведениями искусства. Условия соглашения продлятся пять лет.